# Centraalstadion (Batoemi)
Het Centraalstadion was een multifunctioneel stadion in de Georgische stad Batoemi eb werd in 2007 afgebroken. Het stadion werd vooral gebruikt voor voetbalwedstrijden en was thuisbasis voor Dinamo Batoemi. In het stadion was plaats voor 4.000 toeschouwers.